# Marta Kubań
Marta Kubań (ur. 13 maja 1989) – polska judoczka, wicemistrzyni Europy. 

## Kariera sportowa
Podczas mistrzostw Europy w 2010, w Wiedniu, zdobyła srebrny medal w drużynie, wraz z Małgorzatą Bielak, Katarzyną Kłys, Moniką Chróścielewską i Urszulą Sadkowską.